# Dover (Karolina Północna)
Dover – miasto w Stanach Zjednoczonych, w stanie Karolina Północna, w hrabstwie Craven.